# Охрана почв
Охрана почв — комплекс мер по предотвращению их деградации, загрязнения и захламления; одно из прикладных направлений науки о почве, почвоведения. Также под охраной почв понимается комплекс мер по их рациональному использованию, где под «рациональным» понимается такое их использование, которое является экономически, экологически и социально обоснованным. Меры по охране почв могут носить организационный, правовой и экономический характер, при этом общепризнано, что проведение почвоохранных мероприятий является обоснованным в том числе и для профилактических целей, а не только при уже произошедшем ухудшении качества почвы.
Для некоторых особых почв — редких, находящихся под угрозой исчезновения — ведётся «Красная книга почв»; входящие в неё почвы подлежат особой охране.
По одной из оценок, потери почвенных ресурсов на планете составляют до 15 млн га в год.

## Деградация почв
Под деградацией почв понимается такое их изменение, при котором их свойства и качества (в том числе плодородие) по сравнению с оптимальными ухудшаются. При деградации происходит как количественное, так и качественное ухудшение почвенных показателей. Причиной деградации почв могут быть как антропогенные, так и природные факторы.
Отличают три типа деградации почв: физическую, химическую и биологическую деградацию почв. Различные типы деградации нередко влияют друг на друга и проявляются сочетанно.

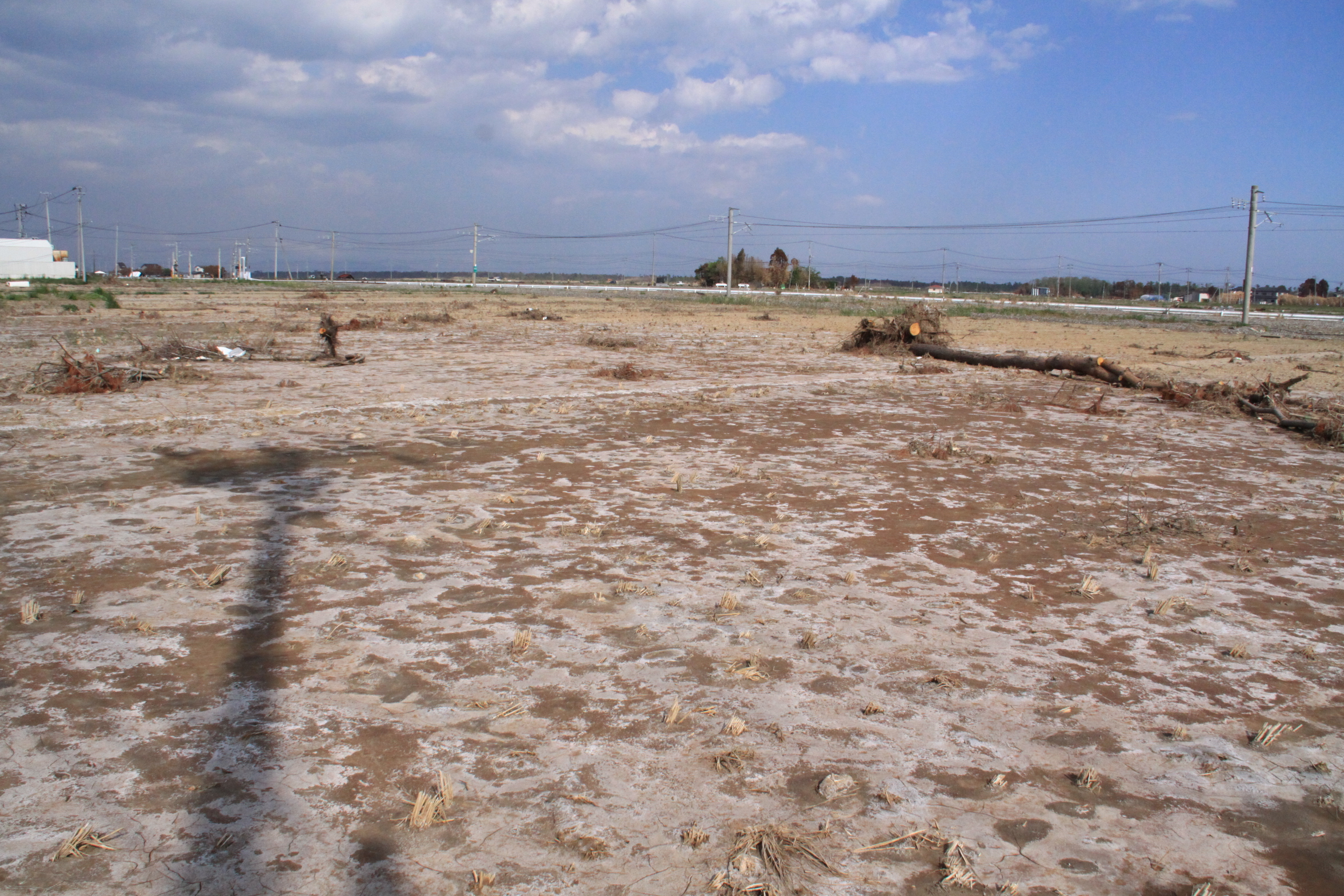
Вид бывшего рисового поля после того, как оно было смыто цунами (видны соляные пятна на поверхности почвы). Хигасимацусима, Япония

При физической деградации почв изменяются в худшую сторону их физические характеристики, в том числе нарушается их структура, перестают быть оптимальными водно-физические свойства, наблюдается эрозия — процесс разрушения и механического удаления (смыва, сдувания) верхних почвенных горизонтов под действием воды и ветра. Основными факторами физической деградации являются промышленная деятельность и сельскохозяйственное производство.
При химической деградации почв изменяются в худшую сторону их химические характеристики, в том числе кислотно-основные свойства, окислительно-восстановительный потенциал, а также содержание макро- и микроэлементов. Химическая деградация может проявляться как почвоутомление (приобретение почвами свойств, при которых падает урожайность даже в том случае, если вносится оптимальное количество удобрений и сохраняются нормальные физико-механические почвенные свойства; это явление обычно наблюдается при монокультурном растениеводстве), вторичное засоление, подкисление либо подщелачивание почв, загрязнение почв опасными химическими веществами.
При биологической деградации почв изменяется в худшую сторону видовой состав почвенных организмов (в том числе появляются патогенные микроорганизмы), уменьшается количество полезных организмов в почве, нарушается функционирование комплекса почвенной биоты.

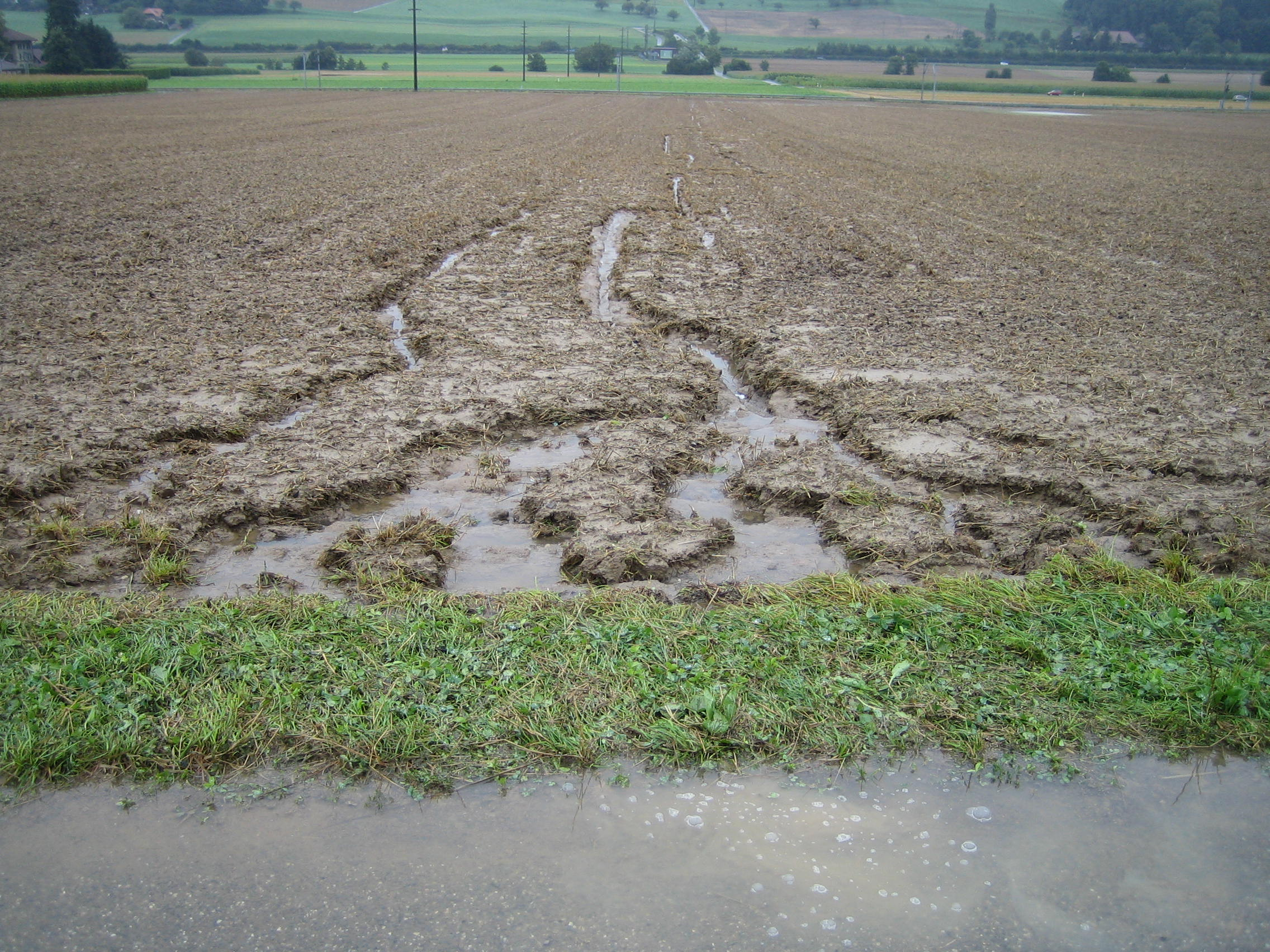
Смыв пахотной почвы по первичным эрозионным бороздам. Швейцария

Одновременно и к химическому, и к биологическому типу деградации относится явление, как истощение почв — уменьшение в них как количества питательных веществ, так и биологической почвенной активности.

## Исторические сведения и общие оценки
Деградация почв является следствием человеческого землепользования ещё у древних человеческих цивилизаций, при этом проблемы деградации почв обычно были тесно связаны с процессами обезлесения и опустынивания.
Серьёзный урон почвам нанёс переход сельского хозяйства во многих странах мира, особенно в колониальных и зависимых, к системе монокультур (например, при выращивании арахиса, гевеи и кофе). В условиях отсутствия мер по защите почв их плодородие быстро падало, происходила эрозия.
В XIX—XX веке деградация почв резко ускорилась в связи с активным развитием промышленности. В XXI веке к факторам, существенно способствующим деградации почв, добавилось глобальное изменение климата.
Суммарная же оценка безвозвратно утраченных продуктивных почв на Земле составляет 2 млрд га — то есть больше половины от 3,5 млрд га земель, освоенных человечеством за всю его историю. По одной из оценок (2018), ежегодно около 5—6 млн га пахотных земель исключаются из фонда использования по причине своей деградации, ещё около 1 млн га пахотных земель отчуждаются для использования в целях, не связанных с растениеводством. По другой оценке (2023), потери почвенных ресурсов на планете в среднем за последние 50 лет составляют около 15 млн га в год.

## Методология
Основным методологическим подходом в вопросах охраны почв является качественное и количественное определение идущих в почвах при их использовании деградационных процессов, которые в большинстве случаев являются результатами нерациональной хозяйственной деятельности — то есть экологически необоснованной, не соответствующей биологическому (биосферному) потенциалу конкретной территории.
Для оценки качества почвенного покрова применяются различные математические модели, которые описывают, насколько почвы в их текущем состоянии отличаются от эталонов, в качестве которых выступают эти почвы в недеградированном состоянии. С помощью подобных моделей можно, в частности, определить, являются ли нарушения, уже произошедшие в конкретной экосистеме, необратимыми.
Для целей природопользования и, в частности, землепользования обычно используется логистическая модель зависимости качества экосистемы (включающей в том числе и почву) от антропогенной нагрузки. Эта зависимость описывается функцией Ричардса и имеет форму S-образной кривой:
{\displaystyle a_{1}=X_{max}} — координата верхней асимптоты логистической кривой;
{\displaystyle a_{0}=X_{min}} — координата нижней асимптоты логистической кривой;
{\displaystyle {b_{exp}},\alpha ,\beta } — коэффициенты, с помощью которых описываются положение и уровень наклона (крутизна) логистической кривой.

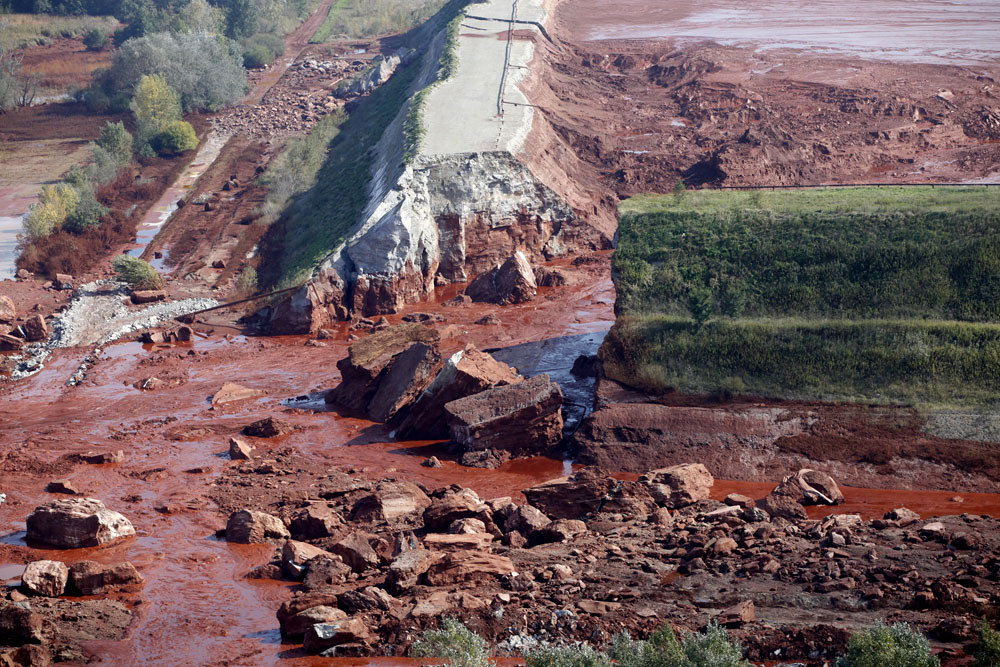
Последствия аварии 2010 года на алюминиевом заводе в Айке (Венгрия), приведшей к экологической катастрофе

Выделяют четыре качественных состояния экосистемы в целом и почвы в частности:
- допустимые нарушения в экосистеме,
- предельно допустимые нарушения,
- критические нарушения,
- катастрофические нарушения.

Анализ точек перегиба соответствующих производных в уравнении логистической модели позволяет выделить зоны этих качественных состояний:
{\displaystyle {max}({\frac {dY}{dX}})} — максимум первой производной; соответствуя центру зоны критических нарушений (центру кризисной зоны), определяет зону предельно допустимых нарушений;
{\displaystyle {max}({\frac {d^{2}Y}{dX^{2}}})} — максимум второй производной; соответствуя центру зоны предельной допустимых нарушений (центру зоны риска), определяет зону обратимых нарушений;
{\displaystyle {min}({\frac {d^{2}Y}{dX^{2}}})} — минимум второй производной; соответствуя центру зоны необратимых нарушений (центру зоны экологического бедствия), определяет зону критических (необратимых) нарушений
В России по состоянию на 2023 год для оценки качества почв используют «Методические рекомендации по выявлению деградированных и загрязнённых земель» (1996).

## Уровни охраны почв
Выделяют несколько уровней охраны почв:
- защита почв непосредственно от уничтожения (такое может случиться, к примеру, при открытых разработках полезных ископаемых, при строительстве и пр.);
- защита уже освоенных и используемых земель от их качественной (существенной) деградации;
- защита используемых земель от негативных структурно-функциональных изменений (комплекс мероприятий, который можно рассматривать как систему опережающей защиты);
- восстановление освоенных земель, уже подвергшихся деградации;
- защита (восстановление) ещё не освоенных «особых» почв, в том числе редких, особо ценных, особоохраняемых; резервирование целинных земель.

### Охрана почв от загрязнения
Одним из способов охраны почв от загрязнения является регламентация использования в сельском хозяйстве пестицидов. Наиболее действенными мерами по реализации такой охраны является полное прекращение производства и применения тех ядовитых веществ, которые накапливаются в организмах, а также более активное использование при борьбе с вредителями сельского хозяйства биологических методов.

## Международное сотрудничество в области охраны почв

Карта распределения чернозёмов на планете (коричневым выделены территории, на которых чернозём является доминирующим типом почвы, тёмно-жёлтым — одним из доминирующих)

Для поддержания и координации работ в области почвоведения (рассматриваемой как фундаментальная наука о нашей планете) функционирует «Международный союз наук о почве» (англ. International Union of Soil Sciences, IUSS) — международная организация, основанная в 1924 году и объединявшая по состоянию на начало 2020-х годов более ста национальных почвоведческих обществ. Союз имеет свой печатный орган («Бюллетень»), раз в четыре года проводит всемирные конгрессы. Россия представлена в Союзе Обществом почвоведов имени В. В. Докучаева.
Комплексная оценка почвенных ресурсов нашей планеты стала возможной после того, как в 1971—1975 годах ЮНЕСКО и Продовольственная и сельскохозяйственная организация ООН (ФАО) опубликовали «Почвенную карту мира». В 1983 году Международным союзом наук о почве была опубликована первая комплексная программа действий в области охраны почв, адресованная правительствам всех стран, а также международным и локальным организациям, — «Всемирная почвенная политика».
Структурно союз делится на четыре постоянно действующих отдела, которые, в свою очередь, состоят из тематический комиссий. Вопросы, связанные с охраной почв, входят в компетенцию отдела «Использование почв и менеджмент», в которой, в частности, имеются комиссии по охране почв и вод, по контролю деградации почв, их восстановлению и мелиорация, а также по оценке почв и планирование землепользования.

## «Охрана почв» как учебная дисциплина
«Охрана почв» как учебная дисциплина занимается вопросами почвоводоохранного земледелия, изучает современные методы использования земель, закономерности эрозионных процессов, опыт противоэрозионных работ. Изучается почвоведами, агроэкологами, эрозиоведами, агрономами.